# Claude Le Jeune
Claude Le Jeune (Valenciennes, 1530  circa – Parigi, 1600) è stato un compositore francese-fiammingo.

## Biografia
Quasi nulla si conosce della sua giovinezza, se non la pubblicazione a Lovanio nel 1554 di due sue canzoni a cura di Phalèse. Dieci anni più tardi si stabilì a Parigi, dove divenne un frequentatore abituale dei cenacoli intellettuali, nonostante fosse protestante.
Suoi protettori furono Charles de Téligny e François La Noue, personaggi eminenti della comunità ugonotta, ma ebbe anche protezioni più altolocate, come Guglielmo d'Orange e il duca François d'Anjou.
Quando il poeta Jean-Antoine de Baïf fondò la sua Accademia, volta a diffondere il metodo e lo stile della poesia e della "musica misurata", Le Jeune vi fu inserito direttamente sin dal 1570, divenendo così uno dei protagonisti di questa importante riforma musicale che utilizzava la metrica classica come base e i testi poetici a seconda dei ritmi imposti dalle sillabe delle parole.
In questo periodo compose gran parte delle sue canzoni e dei suoi salmi, restando legato a Baïf sino alla morte di quest'ultimo, avvenuta nel 1589. Nel 1581 compose per il duca di Joyeuse ed ebbe per queste opere una generosa ricompensa dal re. Nel 1582 fu nominato Maestro di musica dal duca d'Anjou, fratello di Enrico III e mecenate, appartenente alla fazione dei " malcontenti". Alla sua morte passò al servizio del figlio, Odet d'Anjou, e di alcuni nobili di fede protestante, quali Luisa di Nassau, duchessa di Baviera e il duca di Bouillon, visconte di Tourenne.
Nel 1590 Parigi fu assediata. Le Jeune dovette lasciare in fretta la città per rifugiarsi a La Rochelle con l'aiuto dell'amico Jean Mauduit, il quale mise in salvo anche i suoi manoscritti, in particolare quello del Dodécacorde. Nel 1594 entrò finalmente al servizio di Enrico IV come Compositore ordinario della Camera e lì rimase per sei anni, sino alla morte, che lo colse nell'ultimo anno del XVI secolo. Fu sepolto a Parigi nel cimitero protestante della Trinité, ma attualmente la sua tomba si trova nelle catacombe di Parigi.

## Stile musicale
Le Jeune utilizzò diverse forme e tecniche di composizione: la polifonia, il canto piano (canto liturgico monodico, il melisma (gruppo di note ornamentali cantate su una sola sillaba), il canone (fuga a più voci), il madrigale (canzone profana a più voci) e altre ancora.
Con il Magnificat e con i mottetti egli realizzò la sintesi dei modelli italiani e franco-fiamminghi.
Le Jeune si avvalse molto delle teorie di Baïf. Con lui il genere tradizionale tornò, seppure reinterpretato dalla teoria della musica misurata, a fasti ormai dimenticati. La sua tecnica è raffinata: egli percorre i vari dispositivi vocali alternando "canto" e "ricanto" con uno stile generalmente armonico, poiché per ciascuna delle quattro o cinque voci le sillabe hanno lo stesso valore, ma, al tempo stesso, egli è capace di scomporre i valori variando i temi e inserendo arabeschi d'effetto espressivo.
Notevole la ritmica, «quella ritmica» - spiega il compositore stesso nella prefazione di Printemps - «con cui gli antichi sapevano commuovere l'animo umano alle passioni che essi volevano». Le Jeune ridà al ritmo il suo ruolo di «creatore di effetti».
La musica di Le Jeune ha avuto una grande influenza sui compositori che l'hanno seguito, anche perché le sue composizioni sono state diffuse ed apprezzate solo dopo la sua morte. Il genere vocale noto come air de cour è indubbiamente debitore dell'esperienza di Le Jeune.

## Fortuna critica
Quelli di Le Jeune furono tempi assai difficili per i protestanti, e tale situazione gli impedì non solo di pubblicare gran parte dei suoi lavori, ma soprattutto di ottenere quella notorietà e quei riconoscimenti che avrebbe meritato. Gli stessi modelli e metodi che aveva elaborato e applicato non gli sopravvissero molto.
Cionondimeno, i suoi salmi conobbero una discreta popolarità nei Paesi Bassi, dove non soltanto si ritrovano le sue opere in un buon numero di cataloghi e di inventari, ma le sue composizioni sono conosciute grazie a pubblicazioni postume, nelle quali le parole originali sono sostituite dalla versione olandese di Petrus Dathenus del salterio calvinista. Le pubblicazioni furono stampate ad Amsterdam dal 1629 al 1633 e a Schiedam dal 1665.

## Opere
Molte delle opere di Le Jeune sono giunte sino a noi: numerose canzoni, più di 300 salmi protestanti, dodici mottetti, un Magnificat, una messa grande, tre fantasie strumentali e la Missa ad placitum.
La parte maggiore delle sue composizioni fu pubblicata postuma. Le opere edite in vita sono poche:
- un mottetto a tre voci
- 35 canzoni
- i dieci salmi in forma di mottetti (1564)
- il Livre des mélanges (1585)
- le arie a 4 e 5 voci (1594)

Quasi tutte queste opere furono edite da Le Roy e Ballard, mentre il Dodécacorde, composto a La Rochelle, comparve nel 1598, stampato da P. Haultin.
La pubblicazione delle altre opere, realizzata da Pierre Ballard, avvenne a cura di Cécile Le Jeune e Judith Mardo, sorella e nipote del compositore:
- 150 salmi a quattro voci (1601), che ebbero un enorme successo anche fuori dalla Francia
- Premier Livre contenant 50 pseaumes à 3 voix (1602)
- Le printemps (1603)
- Pseaumes en vers mesurés et octonaires (1606)
- Missa ad placitum, à 5 et 6 voix (1607)
- arie a 3, 4, 5 e 6 parti (1607)
- secondo libro di Arie (1607)
- terzo (chiamato ancora "secondo") libro con 50 salmi a tre voci (1608)
- secondo libro di Mélanges (1612)